# Peace Arch

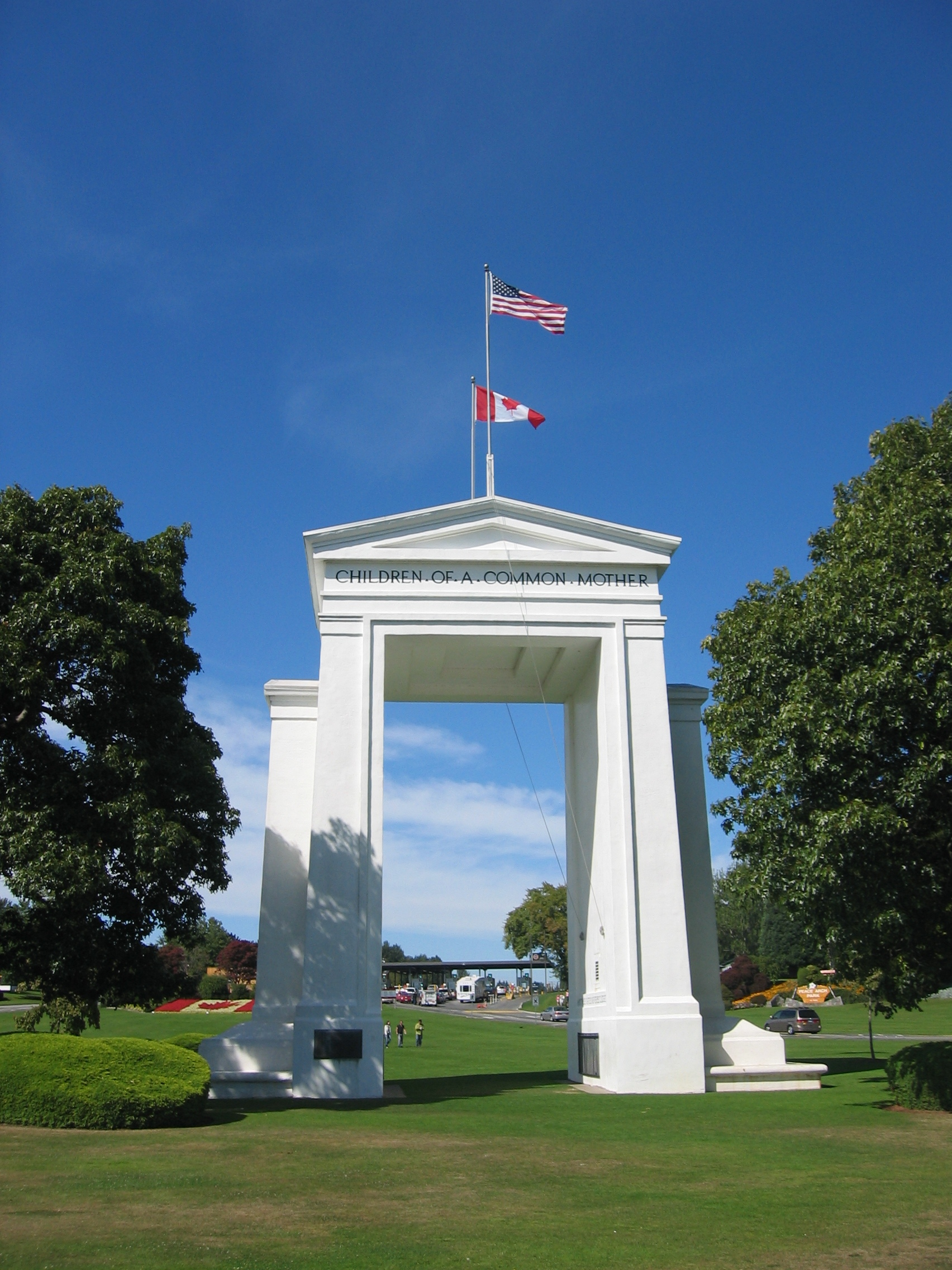
Der Peace Arch von der amerikanischen Seite aus gesehen

Der Peace Arch (dt. Friedensbogen) ist ein Monument an der kanadisch-amerikanischen Grenze, zwischen den Städten Surrey in der Provinz British Columbia und Blaine im Bundesstaat Washington. Er befindet sich exakt an der Grenzlinie im Peace Arch Park, im Mittelstreifen der Autobahn Highway 99 bzw. Interstate 5.
Das hohe Monument erinnert an den Frieden von Gent im Jahr 1814, der den Britisch-Amerikanischen Krieg beendete. Es wurde im Auftrag des Unternehmers Samuel Hill errichtet und im September 1921 eingeweiht. Hill wollte damit ein sichtbares Zeichen für die seit über hundert Jahren währenden friedlichen Beziehungen zwischen den Vereinigten Staaten und dem Vereinigten Königreich (bzw. dem Dominion Kanada) setzen.
Der ganz in weißer Farbe gehaltene Peace Arch weist die Form eines neoklassizistischen Portikus auf und ist 20,5 Meter hoch. Auf seinem Dach wehen die amerikanische und die kanadische Flagge. Auf dem Fries sind zwei Inschriften angebracht: Auf der US-amerikanischen Seite steht „Children of a common mother“ (Kinder einer gemeinsamen Mutter), auf der kanadischen „Brethren dwelling together in unity“ (Brüder, die zusammen in Einheit verweilen). Unter dem Bogen ist ein stets offenes Gittertor angebracht, mit der Inschrift „May these gates never be closed“ (Mögen diese Tore niemals geschlossen werden).